# Bianka Schwede
Bianka Schwede (n. 9 ianuarie 1953, Dresda, RDG) este o canotoare ce a reprezentat Republica Democrată Germană, medaliată olimpică. A participat la o ediție a Jocurilor Olimpice (1976) în care a câștigat o medalie de aur.